# Lonchostoma
Lonchostoma é um género botânico pertencente à família Bruniaceae. É composto por 12 espécies descritas e destas 3 são aceites.
O género foi descrito por Johan Emanuel Wikström e publicado em Kongliga. Vetenskaps Academiens Handlingar ser. 2. 1818: 350. 1818. A espécie-tipo é Lonchostoma obtusiflorum Wikstr.
Trata-se de um género reconhecido pelo sistema de classificação filogenética Angiosperm Phylogeny Website. Neste sistema os géneros Erasma R.Br, Gravenshorstia Nees, Peliotis E.Mey e Peliotus E.Mey., são listados como sinónimos

## Espécies
As espécies aceites neste género são:
- Lonchostoma monogynum Pill.
- Lonchostoma myrtoides Pillans
- Lonchostoma pentandrum Pillans